# Guarenas (rijeka)
Guarenas je rijeka u Venezueli. Pritoka je rijeke Caucagua i pripada karipskom slijevu.